# Azodicarboxilato de diisopropilo

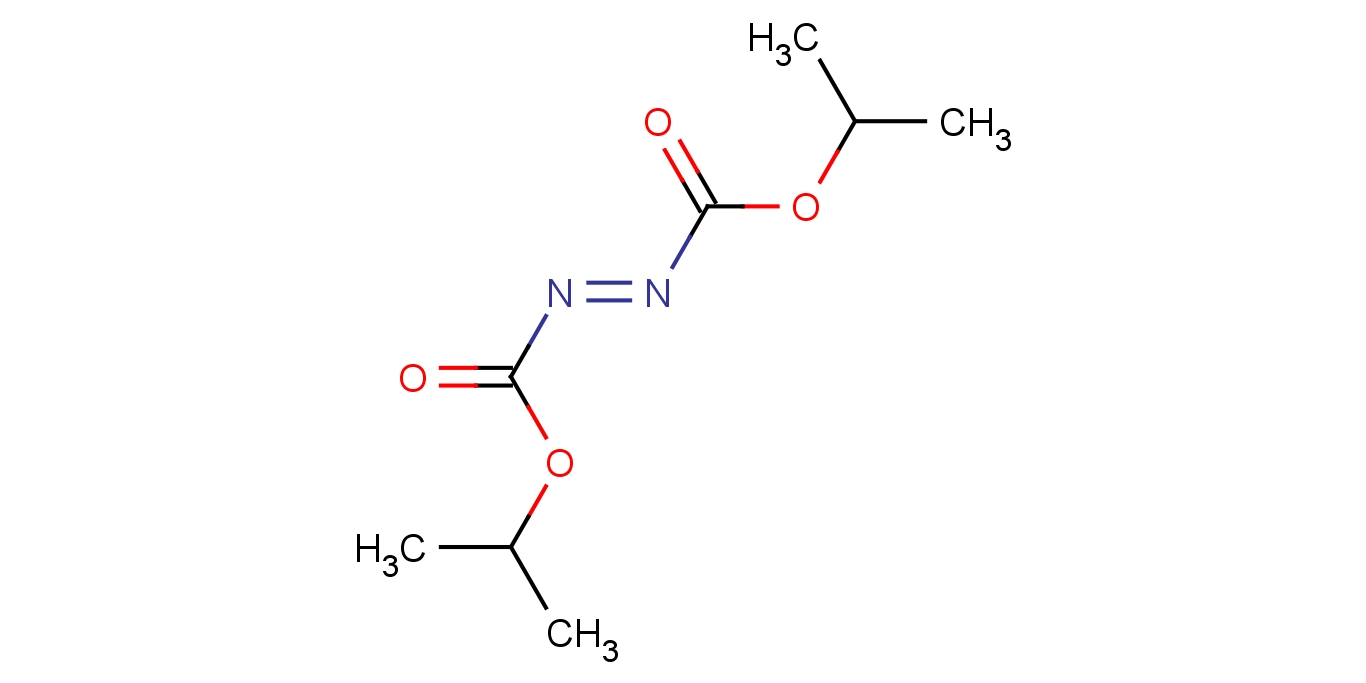
Estructura de la molécula azodicarboxilato de diisopropilo (DIAD)

El azodicarboxilato de diisopropilo (DIAD) es el éster de diisopropilo del ácido dicarboxílico. Es usado como un reactivo en la producción de muchos compuestos orgánicos. Se le usa frecuentemente en la reacción de Mitsunobu donde sirve como un oxidante de la trifenilfosfina a óxido de trifenilfosfina. También ha sido usado para general aductos de aza-Baylis-Hillman con acrilatos. También puede servir como un deprotector selectivo de los grupos N-bencilo en presencia de otros grupos protectores.
Algunas veces se le prefiere sobre el azodicarboxilato de dietilo (DEAD) debido a que estás más obstruido, y entonces no formará subproductos hidrazida.